# Oreochromis niloticus
Oreochromis niloticus is een straalvinnige vissensoort uit de familie van de cichliden (Cichlidae). De wetenschappelijke naam werd gepubliceerd in 1758 door Carl Linnaeus in de tiende editie van Systema naturae.
De Engelse naam van deze vis is nile tilapia en de soort wordt in het Nederlands soms dan ook 'nijltilapia' genoemd. Volwassen exemplaren kunnen 60 centimeter lang en 4,3 kilogram zwaar worden. Oreochromis niloticus wordt al sinds het Oude Egypte door mensen gegeten en is tot op de dag van vandaag een van de meest gegeten vissen in Egypte. Ook buiten het oorspronkelijke verspreidingsgebied in Noord-, Oost- en Centraal-Afrika is de vis populair als voedsel en de vis is dan ook op diverse plekken geïntroduceerd als exoot.